# Митьківка (Брянська область)
Митьківка (рос. Митьковка) — село в Климівському районі Брянської області Російської Федерації.
Населення становить 381 особу. Входить до складу муніципального утворення Митьковське сільське поселення.

## Історія
Населений пункт розташований у межах українського етно-культурного регіону Стародубщини.
Від 2005 року входить до складу муніципального утворення Митьковське сільське поселення.

## Населення
| 2009 | 2010 | 2013 |
| ---- | ---- | ---- |
| 1364 | ↘417 | ↘381 |